# باول دي. غريفز
باول دي. غريفز هو محامي وقاضي وسياسي أمريكي، ولد في 23 نوفمبر 1907، وتوفي في 7 سبتمبر 1972. نشط حزبياً في الحزب الجمهوري. وقد انتخب عضو مجلس ولاية نيويورك ‏.